# Enonok

Az enonok általános szerkezete

A legegyszerűbb enon: a metil-vinil-keton

Az enonok olyan telítetlen szerves vegyületek vagy funkciós csoportok, amelyekben konjugált alkén és keton funkció található. A legegyszerűbb enon a metil-vinil-keton (MVK) vagy CH2=CHCOCH3.
Enonokat, például kalkont Knoevenagel-kondenzációval lehet szintetizálni. A Meyer–Schuster-átrendeződés kiindulási anyaga egy propargil-alkohol.
Az enonok reakciói a megfelelő telített karbonilvegyület vinilógjai, azaz 1,4-nukleofil addícióra képesek. A β-szénatomjuk is elektrofil, ezt nukleofilek támadhatják. A körülményektől függően mind a karbonilcsoportra történő közvetlen addíció, mind 1,4-addíció végbemehet. A szénatomon történő támadás stabilabb vegyületet hoz létre, mint a közvetlen támadás. Ezt mutatja toxicitásuk is, mely e vegyületek DNS alkilező képességére vezethető vissza. Ha a nukleofil hidrid, akkor a reakciót 1,4-redukciónak (konjugált redukció) nevezzük
Az enonok a Nazarov-ciklizáció és a Rauhut–Currier-reakció (dimerizáció) kiindulási anyagai.

## Hasonló vegyületek
Az enonok nem keverendők össze a keténekkel (R2C=C=O). Az enaminok az enonok unokatestvérei, melyekben a karbonilcsoportot amincsoport helyettesíti. A megfelelő α,β-telítetlen aldehidek az enalok.

## Fordítás
Ez a szócikk részben vagy egészben az Enone című angol Wikipédia-szócikk ezen változatának fordításán alapul.  Az eredeti cikk szerkesztőit annak laptörténete sorolja fel. Ez a jelzés csupán a megfogalmazás eredetét és a szerzői jogokat jelzi, nem szolgál a cikkben szereplő információk forrásmegjelöléseként.